# Inverse element
Ieder element van groep {\displaystyle G} heeft per definitie in {\displaystyle G} een invers element. In een groep {\displaystyle (G,*)} met neutraal element {\displaystyle e} heet het element {\displaystyle b} een invers element van het element {\displaystyle a} als geldt:
{\displaystyle b*a=e=a*b}
Het inverse element is eenduidig bepaald, want stel dat {\displaystyle b} en {\displaystyle c} beide inverse elementen zijn van {\displaystyle a}, dan is:
{\displaystyle c=c*e=c*a*b=e*b=b}
Het is daarom gebruikelijk het inverse element van {\displaystyle a} aan te duiden als {\displaystyle a^{-1}}.
De definitie van een invers element wordt binnen een monoïde op dezelfde manier gegeven. Iedere groep is een monoïde, een monoïde waarin ieder element een invers element heeft. Het is in de definitie van een monoïde niet nodig, dat ieder element een invers element heeft.

## Eigenschappen
Uit de definitie volgt dat het element {\displaystyle a} de inverse is van {\displaystyle a^{-1}}.
De inverse van {\displaystyle a*b} is {\displaystyle b^{-1}*a^{-1}}. Immers {\displaystyle a*(b*b^{-1})*a^{-1}=a*e*a^{-1}=a*a^{-1}=e}

## Voorbeelden
- In de verzameling van de gehele getallen met de bewerking optellen is {\displaystyle -a} het inverse element van {\displaystyle a}.

{\displaystyle 5+(-5)=0}
- In de verzameling van de reële getallen zonder 0 met de bewerking vermenigvuldigen is {\displaystyle a^{-1}=1/a} het inverse element van {\displaystyle a}.

{\displaystyle 3\times {\tfrac {1}{3}}=1}
- In de rotatiegroep is gegeven een bepaalde rotatie {\displaystyle a} de rotatie over de tegengestelde hoek de inverse rotatie van {\displaystyle a}.